# The Mystery of Time
The Mystery of Time je šesté album projektu Avantasia, který vede Tobias Sammet. Album bylo vydáno 29. března 2013. Je to první album Avantasie, na kterém hraje Německý filmový orchestr Babelsberg. Autorem přebalu alba je Rodney Matthews.
The Mystery of Time získalo vysoké hodnocení v několika mezinárodních žebříčcích a poprvé také i v Americe.

## Seznam skladeb
Limitovaná edice obsahuje druhé CD s instrumentálními verzemi všech písní standardní edice alba.
1. Spectres
2. The Watchmakers' Dream
3. Black Orchid
4. Where Clock Hands Freeze
5. Sleepwalking
6. Savior in the Clockwork
7. Invoke the Machine
8. What's Left Of Me
9. Dweller in a Dream
10. The Great Mystery

Bonusové skladby
1. The Cross And You
2. Death Is Just A Feeling (alternativní verze)

## Příběh
V bookletu alba je příběh popsán jako: „Udělej si čas a následuj mě do malého starého anglického městečka viktoriánské éry a připoj se k mladému agnostickému vědci Aaronovi Blackwellovi, který je nucen zkoumat souvislosti času, Boha a vědy. Je rozpolcen mezi vírou ve svoje profesionální přesvědčení, svou duchovní intuici a lásku a uvíznutí ve vědeckém okultismu.“

## Obsazení
- Tobias Sammet - zpěv, baskytara
- Sascha Paeth - kytara, producent
- Michael Rodenberg - klávesy
- Russell Gilbrook - bicí

### Hosté

#### Hudebníci
- Bruce Kulick – kytara
- Oliver Hartmann – kytara
- Arjen Anthony Lucassen – kytara
- Ferdy Doernberg – varhany

#### Zpěváci
- Joe Lynn Turner (ve skladbách 1, 2, 6, 10)
- Michael Kiske (ve skladbách 4, 6, 9)
- Biff Byford (ve skladbách 3, 6, 10)
- Ronnie Atkins (ve skladbě 7)
- Eric Martin (ve skladbě 8)
- Bob Catley (ve skladbě 10)
- Cloudy Yang (ve skladbě 5)

## Žebříčky
| Žebříček                     | Nejvyšší umístění |
| ---------------------------- | ----------------- |
| Německo                      | 2                 |
| Švýcarsko                    | 5                 |
| Anglie – rocková alba        | 6                 |
| Finsko                       | 9                 |
| Švédsko                      | 9                 |
| Severní Amerika – Billboard  | 9                 |
| Rakousko                     | 11                |
| Česko                        | 12                |
| Maďarsko                     | 15                |
| Japonsko                     | 17                |
| Norsko                       | 19                |
| Španělsko                    | 29                |
| Francie                      | 61                |
| Belgie – Ultrapop (Valonsko) | 70                |
| Nizozemsko                   | 85                |
| Belgie – Ultrapop (Flandry)  | 97                |